# Trechaleoides biocellata
Trechaleoides biocellata är en spindelart som först beskrevs av Cândido Firmino de Mello-Leitão 1926.  
Trechaleoides biocellata ingår i släktet Trechaleoides och familjen Trechaleidae. Inga underarter finns listade i Catalogue of Life.